# توی چشمات (ترانه د ویکند)
در چشمانت (به انگلیسی: In Your Eyes) ترانه‌ای از خواننده کانادایی د ویکند برای چهارمین آلبوم استودیویی خود، آخر شب (۲۰۲۰) است. این ترانه در ۲۴ مارس ۲۰۲۰ توسط XO و ریپابلیک رکوردز به رادیو فرستاده شد و چهار روز بعد از انتشار آلبومش منتشر شد. د ویکند این ترانه را با مکس مارتین و اسکار هولتر نوشت و رپر کانادایی Belly نیز اعتبار دیگری برای نوشتن دریافت کرد. 

## ریمیکس دوجا کت
یک ریمیکس از آهنگ با حضور خواننده و رپر آمریکایی دوجا کت در ۲۱ مه، ۲۰۲۰، دو روز پس از اعلام آن منتشر شد.
زمینه
قبل از اعلام ریمیکس، د ویکند چندین ریمیکس از آهنگ‌های از آخر شب، با هنرمندانی مانند، لیل اوزی ورت، میجر لیزر و کروماتیکز منتشر کرده بود.
در ۱۹ مه، ۲۰۲۰، دوجا کت نظرسنجی‌ای را در توئیتر پست کرد که نشان می‌داد او به تازگی با د ویکند همکاری کرده‌است. مدت کوتاهی بعد، او «توی چشمات» را توییت کرد و نام توییتر خود را به همان نام تغییر داد، که نشان می‌دهد او در ریمیکس آهنگ اجرا کرده است. د ویکند در مدت کوتاهی ریمیکس را تأیید کرد.
چارت‌ها
| چارت‌ها (۲۰۲۰)        | موقعیت مکانی |
| -------------------- | ------------ |
| کرواسی (اچ‌آرتی)      | ۱۱           |
| یونان (آی‌اف‌پی‌آی)     | ۸۰           |
| لیتوانی (ای‌جی‌ای‌تی‌ای) | ۵۰           |
| نیوزیلند (آرام‌ان‌زد)  | ۳۴           |